# 200 meter ryggsim för damer i simning vid olympiska sommarspelen 2016
Damernas 200 meter ryggsim vid olympiska sommarspelen 2016 avgjordes 11–12 augusti 2016 i Estádio Aquático Olímpico.

## Resultat

### Försöksheat
| Placering | Heat | Bana | Namn                    | Nationalitet | Tid     | Noteringar |
| --------- | ---- | ---- | ----------------------- | ------------ | ------- | ---------- |
| 1         | 3    | 4    | Katinka Hosszú          | Ungern       | 2:06.09 | Q, 0NR0    |
| 2         | 3    | 3    | Hilary Caldwell         | Kanada       | 2:07.40 | Q          |
| 3         | 3    | 5    | Maya DiRado             | USA          | 2:08.60 | Q          |
| 4         | 2    | 6    | Lisa Graf               | Tyskland     | 2:08.67 | Q          |
| 4         | 4    | 5    | Belinda Hocking         | Australien   | 2:08.67 | Q          |
| 6         | 3    | 7    | Liu Yaxin               | Kina         | 2:08.84 | Q          |
| 7         | 2    | 3    | Dominique Bouchard      | Kanada       | 2:08.87 | Q          |
| 8         | 4    | 3    | Daryna Zevina           | Ukraina      | 2:08.88 | Q          |
| 9         | 3    | 2    | Kirsty Coventry         | Zimbabwe     | 2:08.91 | Q          |
| 10        | 4    | 4    | Emily Seebohm           | Australien   | 2:09.00 | Q          |
| 11        | 2    | 4    | Missy Franklin          | USA          | 2:09.36 | Q          |
| 12        | 4    | 2    | Eygló Ósk Gústafsdóttir | Island       | 2:09.62 | Q          |
| 13        | 2    | 5    | Daria Ustinova          | Ryssland     | 2:09.96 | Q          |
| 14        | 3    | 6    | Anastasia Fesikova      | Ryssland     | 2:10.39 | Q          |
| 15        | 2    | 2    | Matea Samardžić         | Kroatien     | 2:10.51 | Q          |
| 16        | 4    | 6    | Jenny Mensing           | Tyskland     | 2:10.68 | Q          |
| 17        | 2    | 7    | Margherita Panziera     | Italien      | 2:10.92 |            |
| 18        | 4    | 7    | Claudia Lau             | Hongkong     | 2:10.94 |            |
| 19        | 2    | 1    | Duane da Rocha          | Spanien      | 2:11.17 |            |
| 20        | 2    | 8    | Alicja Tchórz           | Polen        | 2:11.40 |            |
| 21        | 1    | 5    | Ekaterina Avramova      | Turkiet      | 2:12.98 |            |
| 22        | 3    | 1    | Réka György             | Ungern       | 2:12.99 |            |
| 23        | 1    | 4    | Simona Baumrtova        | Tjeckien     | 2:13.26 |            |
| 24        | 1    | 3    | Martina van Berkel      | Schweiz      | 2:13.46 |            |
| 25        | 4    | 8    | África Zamorano         | Spanien      | 2:13.74 |            |
| 26        | 3    | 8    | Natsumi Sakai           | Japan        | 2:13.99 |            |
| 27        | 4    | 1    | Chen Jie                | Kina         | 2:14.18 |            |
| 28        | 1    | 6    | Yessy Yosaputra         | Indonesien   | 2:20.88 |            |

### Semifinaler

#### Semifinal 1
| Placering | Bana | Namn                    | Nationalitet | Tid     | Noteringar |
| --------- | ---- | ----------------------- | ------------ | ------- | ---------- |
| 1         | 4    | Hilary Caldwell         | Kanada       | 2:07.17 | Q          |
| 2         | 3    | Liu Yaxin               | Kina         | 2:07.56 | Q          |
| 3         | 7    | Eygló Ósk Gústafsdóttir | Island       | 2:08.84 | Q, 0NR0    |
| 4         | 6    | Daryna Zevina           | Ukraina      | 2:09.07 |            |
| 5         | 1    | Anastasia Fesikova      | Ryssland     | 2:09.12 |            |
| 6         | 2    | Emily Seebohm           | Australien   | 2:09.39 |            |
| 7         | 5    | Lisa Graf               | Tyskland     | 2:09.56 |            |
| 8         | 8    | Jenny Mensing           | Tyskland     | 2:10.15 |            |

#### Semifinal 2
| Placering | Bana | Namn               | Nationalitet | Tid     | Noteringar |
| --------- | ---- | ------------------ | ------------ | ------- | ---------- |
| 1         | 4    | Katinka Hosszú     | Ungern       | 2:06.03 | Q, 0NR0    |
| 2         | 5    | Maya DiRado        | USA          | 2:07.53 | Q          |
| 3         | 3    | Belinda Hocking    | Australien   | 2:07.83 | Q          |
| 4         | 2    | Kirsty Coventry    | Zimbabwe     | 2:08.83 | Q          |
| 5         | 1    | Daria Ustinova     | Ryssland     | 2:08.84 | Q          |
| 6         | 6    | Dominique Bouchard | Kanada       | 2:09.07 |            |
| 7         | 7    | Missy Franklin     | USA          | 2:09.74 |            |
| 8         | 8    | Matea Samardžić    | Kroatien     | 2:09.83 |            |

### Final
| Placering | Bana | Namn                    | Nationalitet | Tid     | Noteringar |
| --------- | ---- | ----------------------- | ------------ | ------- | ---------- |
| 1         | 3    | Maya DiRado             | USA          | 2:05.99 |            |
| 2         | 4    | Katinka Hosszú          | Ungern       | 2:06.05 |            |
| 3         | 5    | Hilary Caldwell         | Kanada       | 2:07.54 |            |
| 4         | 8    | Daria Ustinova          | Ryssland     | 2:07.89 |            |
| 5         | 2    | Belinda Hocking         | Australien   | 2:08.02 |            |
| 6         | 7    | Kirsty Coventry         | Zimbabwe     | 2:08.80 |            |
| 7         | 6    | Liu Yaxin               | Kina         | 2:09.03 |            |
| 8         | 1    | Eygló Ósk Gústafsdóttir | Island       | 2:09.44 |            |